# Choerodon venustus
Choerodon venustus es una especie de peces de la familia Labridae en el orden de los Perciformes.

## Morfología
Los machos pueden llegar alcanzar los 65 cm de longitud total.

## Distribución geográfica
Se encuentra en Australia (desde Queensland hasta el norte de Nueva Gales del Sur ).